# Pleurat II
Pleurat II (Pleuratus, Πλεύρατος) fou un rei il·liri que va governar uns anys (les dates precises no es coneixen) abans del 250 aC aproximadament. Fou el pare del rei Agron d'Il·líria i l'avi d'Escerdílides.
Va succeir a Mitili i va tenir com a successor al seu fill Agron.